# شهر موشها ۲
شهر موشها ۲ فیلم سینمایی عروسکی موزیکال ایرانی به کارگردانی مرضیه برومند و تهیه‌کنندگی منیژه حکمت و علی سرتیپی و به سرمایه‌گذاری شرکت تجارت بین‌الملل هم وطا آریا به مدیریت محمد علی مشکیان از شرکت‌های عضو گروه مالی گردشگری محصول سال ۱۳۹۳ است. این فیلم قسمت دوم شهر موشها به‌شمار می‌رود. بودجه این پروژه ۶ میلیارد تومان بود، اما به کارگردانی مرضیه برومند با هزینه‌ای نزدیک به ۱۰ میلیارد تومان ساخته شد. از بازیگران، صداپیشگان و عروسک گردانانی که در این فیلم حضور داشتند می‌توان به لیلی رشیدی، امیر سلطان احمدی، کاظم سیاحی، مانی نوری، هنگامه مفید و نیما فلاح اشاره کرد. سرپرست گویندگان این مجموعه نیز آزاده پورمختار بود. این فیلم در ۸۵ سینما در سراسر کشور به نمایش درآمده‌است. و با فروش ۱۱ میلیارد و ۳۰۰ میلیون تومانی با پشت سرگذاشتن رکورد فیلم اخراجی‌ها ۲ در آن زمان به عنوان پرفروش‌ترین فیلم تاریخ سینما ایران تا آن هنگام نام گرفت.

## خلاصه داستان
حالا موش‌ها ۳۰ سال بزرگ‌تر شده‌اند موش چاق و پرخور شهر موش‌ها که کپل نام دارد، پس از ۳۰ سال ازدواج کرده‌است. او با نارنجی موش بسیار عشوه‌ای شهر موش‌ها ازدواج کرده‌است. آن‌ها دو فرزند به نام‌های صورتی و کپلک دارند. کپلک شخصیتی با مزه و خنده دار دارد که شخصیت وی در داستان شهر موش ها۲ اتفاقات جالبی را در پی خواهد داشت. کپل یک رستوران به نام رستوران کپل خان و یک کافی شاپ دارد. نارنجی که خانم بسیار عشوه‌ای می‌باشد عمل‌های جراحی زیادی را روی صورت و گونه‌های خود انجام داده‌است و دوست ندارد کارهای خانه را انجام دهد آن‌ها یک خدمتکار به نام تاژبانو دارند که کاراکتر وی نیز جالب است. کپل لقب ثروتمندترین موش شهر را به خود اختصاص داده‌است و خانواده کپل خان کاراکترهای اصلی داستان هستند. دوستان دیگر کپل نیز هر کدام ۳۰ سال بزرگ‌تر شده و برای خود خانواده تشکیل داده‌اند مثل دکتر عینکی که با سرمایی ازدواج کرده‌است، دم دراز با خوش خنده و…

## دربارهٔ فیلم
شهر موشها از محبوب‌ترین فیلم‌های سینمایی و مدرسه موشها از محبوب‌ترین برنامه‌های تلویزیونی چند دههٔ گذشته بوده‌اند. کمتر کسی پیش‌بینی می‌کرد برنامه تلویزیونی مدرسه موشها که در اوایل دهه ۱۳۶۰ صرفاً قرار بود بچه‌ها را به مدرسه رفتن تشویق کند، به چنان محبوبیتی برسد که یک فیلم سینمایی از روی آن ساخته شود. فیلم سینمایی شهر موشها که از روی مجموعه تلویزیونی مدرسه موشها به کارگردانی محمدعلی طالبی و مرضیه برومند ساخته شد، به فروش بسیار خوبی در گیشه‌ها رسید و رفته‌رفته به بخشی از نوستالژی بچه‌های دهه ۶۰ تبدیل شد.

## عوامل

### سرپرست گویندگان
- آزاده پورمختار

### خانواده کپل
- امیررضا میرآقا - کپل
- آزاده مویدی - نارنجی
- لیلی رشیدی - صورتی
- الکا هدایت - کپلک
- هنگامه مفید - تاژبانو

### خانواده دم باریک
- کاظم سیاحی - دم باریک
- مانی نوری - مشکی

### خانواده مهندس دم دراز
- نیما فلاح - دم دراز
- نگار استخر - خوش خنده

### چهارقلوها
- امیر سلطان احمدی - امیررضا میرآقا - آذین رئوف - لیلی رشیدی

### خانواده کلنل گوش دراز
- مهدی شاه پیری - کلنل گوش دراز
- نگار استخر - خانم کلنل
- پیمان فاطمی - شیپور

### خانواده خوشخواب
- علیرضا ناصحی - خوشخواب
- هنگامه مفید - آشفته خانم
- آذین رئوف - شیفته
- آزاده مویدی - شفته

### خانواده دکتر عینکی
- پیمان فاطمی - دکتر عینکی
- آذین رئوف - سرمایی
- سحر ولدبیگی - عدسی
- کاظم سیاحی - ذره بین

### مربیان مدرسه
- سحر ولدبیگی - خانم مدیر عینکی
- الکا هدایت - موش موشک
- علیرضا ناصحی - آقای فرموش
- امیرسلطان احمدی - باباموش
- مهدی شاه پیری - معلم پیر

### سایر بچه‌های مدرسه
- نگار استخر - گلابی
- نیما فلاح - نخودچی
- آزاده مویدی - برفک
- امیررضا میرآقا - نوچه

### دیگر شخصیت‌ها
- امیرحسین صدیق - کورالموش
- سیامک صفری - اسمشو نبر
- امیر سلطان احمدی - خدنگ
- امیررضا میرآقا - ملنگ
- مهسا ایرانیان - مجری زن تلویزیون
- محمد بحرانی - مجری مرد تلویزیون

### بازی دهندگان عروسک
- محمد اعلمی - کپل خان و مشکی
- فروزان بهرام پور - نارنجی و پیشو
- پیمان فاطمی - کپلک، دکتر عینکی و دم باریک
- شیما بخشنده - صورتی
- امیرسلطان احمدی - کورالموش
- علی اعتصامی فر - موش موشک و تاژبانو
- محمد لقمانیان - شیپور
- عادل بزدوده - کلنل گوش دراز
- مهناز خطیبی - خانم مدیر
- مهدی برقعی
- علی افشاری
- سینا رستگاری
- حسین نعیمی ذاکر
- عارفه عباسی
- حامد ذبیحی
- بنفشه صمدی
- مهتاب تبریزی
- مرجان احمدی
- آذر اخوت
- همایون فربد
- هدیه هاشمی
- مهرانه زرگر
- زهرا قربانی
- ملیحه زحمتکش
- رؤیا راد
- آرش پالوج
- سام چگینی
- سعید خجسته فر
- نازی خاتمی

### بازیگران تن‌پوش
- نیما فلاح - ملنگ
- ارشا اقدسی - اسمشونبر
- امیر بدری - خدنگ

## نقدها
موحد منتقم در نقد خود بر این فیلم نوشته‌است: شهر موش‌های ۲ در یک تحلیل نهایی فیلم خوبی است. پدر و مادرها می‌توانند مطمئن باشند که فرزندانشان از تماشای این فیلم هم سرگرم می‌شوند و هم درس‌های اخلاقی خوبی فرا خواهند گرفت و بزرگترها هم می‌توانند از شهر شلوغ و پر سر و صدای اطرافشان فاصله بگیرند و به شهر رنگی و زیبای و پر از ترانه و شادی موش‌ها وارد شوند و خاطرات خوش کودکی خود را مرور کنند.

## حاشیه‌های حق نشر
کارگردان تلویزیونی شهر موشها، محمدعلی طالبی نسبت به عدم اطلاع‌رسانی به وی در مورد شروع ساخت شهر موش‌ها ۲ و همچنین استفاده از موسیقی شهر موشها در بعضی از بخش‌های فیلم، ابراز ناخرسندی کرد و طی نامه‌ای خواستار برخورد با عوامل سازندهٔ شهر موش‌ها ۲ شد.

محمدعلی طالبی دربارهٔ ساخت سری دوم این فیلم سینمایی گفت:
 «اگر قرار بود قسمت ۲ آن را بسازم؛ قطعاً از گروهی استفاده می‌کردم که قسمت اول را با آن‌ها پیش برده بودم. کسانی مانند ایرج طهماسب، حمید جبلی، فریبا جدی‌کار، عادل بزدوده، حسن حسن‌دوست و دیگران که همگی حالا در زمینهٔ سینمای کودک استاد هستند.»
مرضیه برومند نیز مدعی شد محمدعلی طالبی از وی خواهش کرده‌است که نامش به فهرست تیتراژ فیلم اضافه شود که محمدعلی طالبی این مطلب را در مصاحبه‌ای جداگانه تکذیب کرد.
بنابر اعلام وبگاه فرهنگ بان، در دنیا رسم است که کارگردان، آهنگساز و فیلم‌نامه‌نویس، مالکان معنوی اثر به‌شمار می‌روند.

## اعطای شهروندی افتخاری شهر موشها
در شهریور ۱۳۹۳، در مراسم افتتاحیه جشنواره‌ای با نامِ باز باران که به مناسبت آغاز سال تحصیلی جدید توسط شهرداری تهران در برج میلاد دایر شده‌بود، از جمعی از فعالان عرصه هنر تقدیر شد که مرضیه برومند به دلیل خلق شخصیت شهر موش‌ها از سوی شهرداری مورد تقدیر قرار گرفت، و وی نیز کلید شهر موش‌ها را به شهردار محمدباقر قالیباف تقدیم کرد پیش‌تر نیز هم‌زمان با بازدید رئیس شورای شهر تهران از لوکیشن اصلی «شهر موشها»، احمد مسجدجامعی نیز توسط مرضیه برومند رئیس افتخاری شورای شهر این فیلم سینمایی، شده‌بود.

## جوایز
فیلم سینمایی شهر موش‌ها ۲ در سی و سومین جشنواره فیلم فجر موفق به دریافت یک سیمرغ بلورین و ۴ دیپلم افتخار در بخش تبلیغات شد.
منیژه حکمت تهیه‌کننده شهر موش‌ها ۲ در اولین روزهای پیش تولید فیلم سینمایی شهر موش‌ها ۲ با دعوت از بهرنگ تنکابنی به عنوان مدیر تبلیغات پروژه، کمپین تبلیغاتی بزرگی را برای این فیلم پایه‌ریزی کرد. تنکابنی با تشکیل اتاق خلاقیت شهر موش‌ها با حضور پوریا عالمی، ابراهیم حقیقی، محمد بحرانی و چند نفر دیگر، کمپین مفصل و طولانی را برای این فیلم برنامه‌ریزی کرد. در این کمپین که از تیرماه ۱۳۹۲ آغاز و تا پایان اکران فیلم در پاییز ۹۳ ادامه داشت، فعالیت‌های متنوعی همچون ایجاد وب‌سایت موشنا، برگزاری بیش از ۵ ایونت، طراحی بازی استراتژیک تحت وب به نام «موشوندان»، تولید عروسک‌ها و… در این کمپین اجرا شد.
این کمپین در سی و سومین دوره جشنواره فیلم فجر به شدت مورد توجه هیئت داوران بخش تبلیغات قرار گرفت تا جایی که سیمرغ بلورین بهترین کمپین تبلیغاتی سینمای ایران را برای اولین بار به بهرنگ تنکابنی مدیر این کمپین اهدا شد. این جایزه بعد از آن تاکنون به هیچ فیلم دیگری اهدا نشده‌است. در کنار این سیمرغ، دیپلم افتخار بهترین همکاری در گروه تبلیغات و اطلاع‌رسانی (ایده پردازی برای اطلاع‌رسانی) به پوریا عالمی، دیپلم افتخار بهترین همکاری در گروه تبلیغات و اطلاع‌رسانی (مدیریت روابط عمومی و نمایش شهرستان‌ها) به محرم براتی، دیپلم افتخار بهترین همکاری در گروه تبلیغات و اطلاع‌رسانی (طرح عنوان اصلی، عنوان بندی و گرافیست) به ابراهیم حقیقی و دیپلم افتخار بهترین همکاری در گروه تبلیغات و اطلاع‌رسانی (مدیریت تبلیغات شهری و برگزارکننده مراسم‌های معرفی) به مهشید آهنگرانی تعلق گرفت.

## بحث‌های تجاری و ساخت شهر موشها ۳
«علی سرتیپی»، تهیه‌کننده شهر موش‌ها ۲ پس‌ازآنکه از فروش این فیلم در چند روز نخست اکران، اظهار رضایت کرد، سرمایه‌گذاران ساخت این فیلم «شهر موشها ۲» را شرکت تجارت بین‌الملل هم وطا آریا به مدیریت محمد علی مشکیان از شرکت‌های عضو گروه مالی گردشگری، خودش و منیژه حکمت عنوان کرد. وی از شروع یک موج تبلیغاتی در سراسر کشور خبر داد و اظهار داشت، مراسم‌ها و برنامه‌های مختلفی پیش‌بینی شده‌است تا تماشاگر را هر چه بیشتر به دیدن فیلم تشویق کنیم. علی سرتیپی بیان کرد که، تا به امروز آن‌چنان‌که باید و شاید چیزی به اسم سینمای کودک نداشته‌ایم. در رابطه با برنامه‌های پس از اکران عمومی فیلم در نظر گرفته شده‌است که علاوه بر توزیع فیلم در شبکه نمایش خانگی، از نوشت‌افزار و لوازم‌التحریر «شهر موشها۲» هم رونمایی شود و همچنین روی فروش عروسک‌ها نیز حساب ویژه‌ای باز شده‌است. سرتیپی در مورد ساخت «شهر موشها۳» اظهار داشت، مقدمات کار انجام شده‌است و سومین قسمت این فیلم سینمایی نیز مجدداً به کارگردانی «مرضیه برومند» خواهد بود.